# S·香卡
香卡·尚穆甘（英語：Shankar Shanmugam，1963年8月17日—），印度男導演、編劇及製片人，憑藉在考萊塢（泰米爾語電影界）中的作品而聞名。他在印度電影界的地位崇高，也曾執導泰盧固語和印地語電影。作品以關注當代社會議題、治安維護主題，且能善用先進的拍攝技術及视觉效果（VFX）。他贏得了諸多獎項，涵蓋印度國家電影獎、南印度電影觀眾獎與泰米爾納德邦電影獎。
香卡在電影《斯文大盜》（1993年）中首次擔任導演，並憑藉該片獲得印度電影觀眾獎最佳泰米爾導演與泰米爾納德邦電影獎最佳導演。之後帶來的《印度人》（1996年）及《善良的谎言》（1998年）在商業上非常成功，並由印度提交角逐奧斯卡最佳外語片獎，但均未獲得提名。他經常與作曲家A·R·拉赫曼合作。
香卡在2005年帶來了《罪惡終結者》，獲得了影評界及商業上的高度成功。他與拉吉尼坎特合作拍攝的《大行善者》（2007年）是當時印度最昂貴的電影。之後兩人再度合作了科幻大片《寶萊塢機器人之戀》（2010年），成為當時票房最高的泰米爾電影，續集《寶萊塢機器人之戀2.0》（2018年）則是當時印度票房第七高的電影，也是全球票房第十高的印度電影，以及2018年票房最高的印度電影。

## 早年
香卡1963年8月17日出生於馬德拉斯邦贡伯戈讷姆（今泰米爾納德邦），父母是穆圖什米（Muthuakshmi）與尚穆甘（Shanmugam）。他在欽奈中央理工學院獲得了機械工程學位，進入電影業之前曾在打字公司工作。導演S·A·錢德拉塞卡偶然看到了香卡及其團隊製作的舞台劇，於是他被招募進入電影界，擔任編劇。香卡起初想當演員，但最終選擇從事導演。

## 私生活
香卡的妻子名為伊什瓦里·香卡（Easwari Shankar），育有兩女一子。小女兒阿迪提·香卡憑藉《維魯曼》（2022年）首次亮相演藝圈。2024年1月，大女兒艾西瓦婭（Aishwarya）與板球運動員達莫達蘭·羅希特離婚後，與塔倫·卡爾蒂克揚（Tarun Karthikeyan）再婚。兒子阿吉特·香卡（Arjith Shankar）也是演員。

## 作品列表

### 導演
| 年份 | 片名                    | 語言                       | 附註               |          |  |
| ---- | ----------------------- | -------------------------- | ------------------ | -------- |  |
| 年份 | 1993                    | 《斯文大盜》               | 附註               | 泰米爾語 |  |
| 1994 | 《情人男孩》            | 兼〈街頭饒舌〉（Pettai Rap）的作詞人 |                    | 泰米爾語 |  |
| 1996 | 《印度人》              |                            |                    | 泰米爾語 |  |
| 1998 | 《善良的谎言》          |                            |                    | 泰米爾語 |  |
| 1999 | 《危險時刻》            |                            |                    | 泰米爾語 |  |
| 2001 | 《傻不垃圾》            | 印地語                     | 翻拍自《危險時刻》 |          |  |
| 2003 | 《男孩們》              | 泰米爾語                   |                    |          |  |
| 2005 | 《罪惡終結者》          | 泰米爾語                   |                    |          |  |
| 2007 | 《大行善者》            | 泰米爾語                   |                    |          |  |
| 2010 | 《寶萊塢機器人之戀》    | 泰米爾語                   |                    |          |  |
| 2012 | 《我們的友情歲月》      | 泰米爾語                   | 翻拍自《三個傻瓜》 |          |  |
| 2015 | 《我最醜陋的真相》      | 泰米爾語                   |                    |          |  |
| 2018 | 《寶萊塢機器人之戀2.0》 | 泰米爾語                   |                    |          |  |
| 2024 | 《印度人2》             | 泰米爾語                   |                    |          |  |
| 2025 | 《规则改变者》          | 泰盧固語                   |                    |          |  |
| 2025 | 《印度人3》             | 泰米爾語                   |                    |          |  |

### 監製
| 年份 | 片名                       | 附註 |      |              |  |
| ---- | -------------------------- | ---- | ---- | ------------ |  |
| 年份 | 片名                       | 附註 | 1999 | 《危險時刻》 |  |
| 2004 | 《愛》                     |      |      |              |  |
| 2006 | 《普里克西二十三世，暴君》 |      |      |              |  |
| 2006 | 《昔日阳光》               |      |      |              |  |
| 2007 | 《大學》                   |      |      |              |  |
| 2008 | 《305房間裡的神》          |      |      |              |  |
| 2009 | 《潮濕》                   |      |      |              |  |
| 2010 | 《紅色漩渦》               |      |      |              |  |
| 2010 | 《阿南達普拉姆之家》       |      |      |              |  |
| 2014 | 《愛之船》                 |      |      |              |  |
| 2023 | 《天方夜譚》               |      |      |              |  |

### 演員
| 年份 | 片名                 | 角色       | 附註                                           |
| ---- | -------------------- | ---------- | ---------------------------------------------- |
| 1985 | 《偽裝》（Vesham）         | 工人       |                                                |
| 1986 | 《花與風暴》         | 學生       |                                                |
| 1986 | 《春之曲》           | 印刷機工人 |                                                |
| 1987 | 《正義的懲罰》       | 記者       |                                                |
| 1990 | 《悉多》             | 日本（Japan）   |                                                |
| 1994 | 《情人男孩》         | 觀眾       | 未掛名特別演出歌曲：〈一個陷入愛情的女人〉（Kadhalikum Pennin） |
| 2002 | 《愛情病毒》         | 他自己     | 特別演出                                       |
| 2007 | 《大行善者》         | 打電話的人 | 未掛名特別演出歌曲：〈多位〉（Balleilakka）               |
| 2010 | 《寶萊塢機器人之戀》 | 陸軍士兵   | 未掛名特別演出                                 |
| 2012 | 《我們的友情歲月》   | 導演       | 未掛名特別演出歌曲：〈詢問拉什卡〉（Asku Laska）         |
| 2025 | 《规则改变者》       | 他自己     | 未掛名特別演出歌曲：〈到達現場〉（Raa Macha Macha）           |

## 外部連結
- 官方网站
- S·香卡在互联网电影资料库（IMDb）上的資料（英文）